# Liam Moore
Liam Simon Moore (Loughborough, Inglaterra, 31 de enero de 1993) es un exfutbolista jamaicano que jugaba como defensa.

## Selección nacional
El 25 de marzo de 2021 debutó con la selección de Jamaica en un amistoso ante Estados Unidos que perdieron por 4-1.

## Clubes
| Club                            | País       | Año       |
| ------------------------------- | ---------- | --------- |
| Leicester City F. C.            | Inglaterra | 2011-2016 |
| Bradford City A. F. C. (cedido) | Inglaterra | 2011      |
| Brentford F. C. (cedido)        | Inglaterra | 2013      |
| Brentford F. C. (cedido)        | Inglaterra | 2015      |
| Bristol City F. C. (cedido)     | Inglaterra | 2015-2016 |
| Reading F. C.                   | Inglaterra | 2016-2023 |
| Stoke City F. C. (cedido)       | Inglaterra | 2022      |
| Northampton Town F. C.          | Inglaterra | 2024      |